# Sean Curran
Sean Curran (New Jersey, ...) è un agente segreto e politico statunitense.
Il 22 gennaio 2025 è diventato il 28° Direttore dei Servizi Segreti degli Stati Uniti. Ha guidato la scorta di sicurezza del presidente Donald Trump prima della sua seconda inaugurazione. Curran era presente durante il tentato assassinio di Trump a Butler, Pennsylvania, nel luglio del 2024. Durante quell'evento, si è precipitato a proteggere Trump quando è stato colpito all'orecchio destro.

## Carriera

### Direttore del Servizi Segreti
Il 22 gennaio 2025, il presidente Donald Trump ha nominato Curran come prossimo direttore del Secret Service degli Stati Uniti. In una dichiarazione in cui spiegava la sua decisione, Trump ha sottolineato il coraggio di Curran, scrivendo: "Ha dimostrato il suo coraggio senza paura quando ha rischiato la propria vita per aiutare a salvare la mia dal proiettile di un assassino a Butler, in Pennsylvania". Prima della sua nomina, Curran non aveva ancora avuto un incarico presso la sede centrale del Servizi Segreti, né era stato promosso al Senior Executive Service. La nomina a direttore del Secret Service non richiede la conferma del Senato.